# Kościół św. Katarzyny w Rożnowie

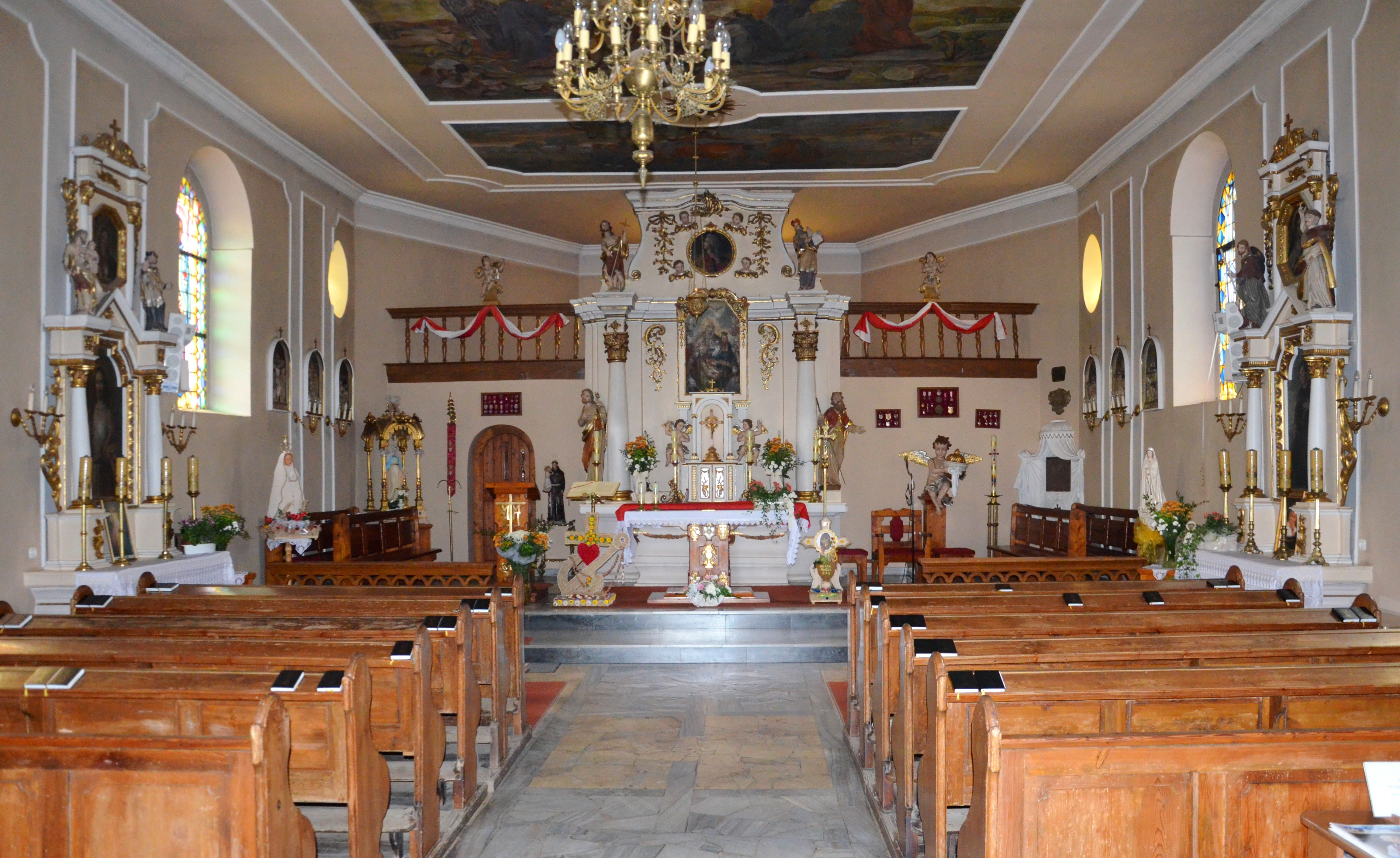
Wnętrze świątyni

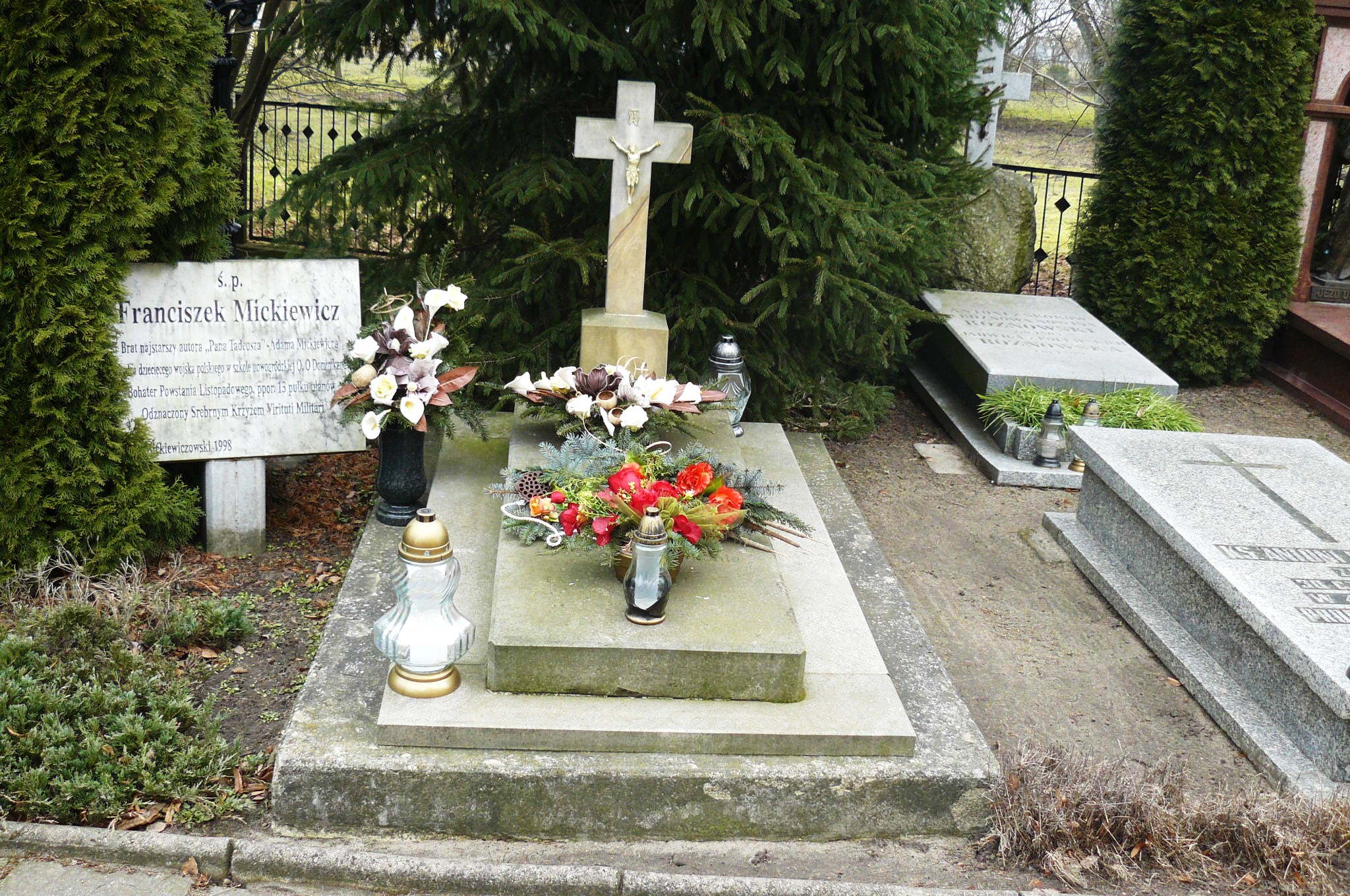
Grób Franciszka Mickiewicza

Kościół św. Katarzyny – barokowy kościół rzymskokatolicki zlokalizowany w Rożnowie w gminie Oborniki w województwie wielkopolskim.

## Kościół
Parafia w Rożnowie powstała w XIV wieku, z wyłączenia z parafii obornickiej. Pierwsza wzmianka o kościele pochodzi z 1399. Obiekt ten zniszczono w 1656 podczas potopu szwedzkiego. W 1660 kościół odbudowano z fundacji Stefana i Katarzyny Rogozińskich. Konsekracja nastąpiła w 1691 (bp Hieronim Wierzbowski). Obecną świątynię wzniesiono w stylu barokowym, z fundacji kasztelana biechowskiego Józefa Gliszczyńskiego przed 1798 (poświęcona została 28 października 1798 przez proboszcza obornickiego - Kazimierza Molińskiego). W latach 1941–1945 (okupacja hitlerowska) służył jako magazyn. Wyposażenie (ołtarz główny, chrzcielnica i rzeźby w ołtarzach bocznych) pochodzą z końca XVIII wieku. W ołtarzu mieści się XVII-wieczny obraz świętej Anny Samotrzeciej, mający opinię cudownego. Polichromia została wykonana w 1960 przez Stefana Derbicha. Witraże pochodzą z pracowni Powaliszów z Poznania (1982–1989). W kruchcie wyeksponowano szczątki krzyża zniszczonego podczas włamania do kościoła w nocy z 29 na 30 stycznia 1989. Na południowej ścianie prezbiterium umieszczone jest epitafium fundatora (Gliszczyńskiego) zmarłego w 1799.

## Tablice pamiątkowe
W zewnętrzne ściany kościoła wmurowane są liczne tablice pamiątkowe - ku czci:
- Włodzimierza Bonawentury Krzyżanowskiego – generała wojsk amerykańskich, pierwszego gubernatora Alaski, urodzonego na terenie parafii Rożnowskiej (z 1987, w stulecie śmierci),
- Mikołaja Skrzetuskiego – szlachcica urodzonego w Rożnowie, będącego pierwowzorem Jana Skrzetuskiego z powieści Ogniem i mieczem autorstwa Henryka Sienkiewicza (z 1972, w trzechsetną rocznicę śmierci),
- 12.000 osób zamordowanych podczas okupacji hitlerowskiej (1939–1941) w okolicach Rożnowa (zbrodnia w Lasach Rożnowskich),
- proboszcza Adama Schmidta – powstańca wielkopolskiego, prezesa powiatowej Rady Ludowej oraz Banku Ludowego, ofiary represji hitlerowskich (z 1995, w 50 rocznicę śmierci),
- proboszcza Antoniego Nieprzeckiego – założyciela Domu Dobroczynności, odnowiciela założonej w XVI wieku szkoły parafialnej (z 1987).

W ściany kaplicy pogrzebowej wmurowano ponadto dwie tablice:
- ku pamięci Marianny (Maryanny) Bnińskiej (zm. 25.3.1840),
- ku czci Józefa Konstantego Krzewskiego (ur. 12.4.1825, zm. 4.5.1848) – poległego podczas walk powstania wielkopolskiego 1848 roku (tablica drewniana).

Na dzwonnicy umieszczona jest jeszcze tablica upamiętniająca wybór Jana Pawła II na papieża i odzyskanie przez Polskę suwerenności w 1989. Z tej okazji odlano trzy dzwony o imionach: Jan Paweł II, Święta Katarzyna i Ksiądz Popiełuszko.

## Grobowce i pomniki
Przy kościele znajduje się kilka grobów. Spoczywa tutaj m.in. Franciszek Bronisław Mickiewicz, brat Adama Mickiewicza, bohater powstania listopadowego, podporucznik 13. pułku ułanów. Przy grobie tablica pamiątkowa z 1998 (Rok Mickiewiczowski). Oprócz tego przy kościele spoczywają: Antoni (zm. 1805) i Jadwiga (zm. 1809) Rożnowscy, ks. Antoni Kurzawski (zm. 30.6.1887, proboszcz rożnowski w latach 1873-1887), ks. Józef Wabiński (zm. 19.8.1891, proboszcz rożnowski w latach 1887-1891), ks. radca Wacław Burlaga (zm. 23.2.1990, proboszcz rożnowski i łukowski w latach 1946-1997).